# Senta Baudet-Goverts
Senta Bernardina Johanna Baudet, nata Goverts, (L'Aia, 4 maggio 1924 – Heemstede, 19 ottobre 2018), è stata una ragazza olandese che, durante la seconda guerra mondiale, diede in prestito la sua carta d'identità per permettere ad una sua amica ebrea di fuggire dai Paesi Bassi occupati dai nazisti assieme alla sua famiglia.

## Biografia
Liny Pajgin (poi Yollick-Pajgin) nacque a L'Aia il 4 luglio 1924; proveniva da una famiglia di ebrei ortodossi benestanti. Liny si iscrisse in una prestigiosa scuola superiore a L'Aia. Fu qui che fece amicizia con Senta Goverts (poi Baudet), una sua compagna di classe non ebrea. Quando i nazisti invasero i Paesi Bassi, le due ragazze, invece di interrompere i rapporti, rafforzarono ancora di più la loro amicizia. Nel luglio del 1942, quando ebbero inizio le deportazioni degli ebrei nei campi di concentramento, Liny, la madre e la sorella minore decisero di fuggire dai Paesi Bassi e raggiungere la Francia di Vichy. Tuttavia, per fare ciò avevano bisogno di documenti e carte d'identità falsi. Liny chiese quindi aiuto all'amica Senta, che le offrì la sua carta d'identità per fuggire dal paese   in sicurezza. Le tre donne vennero ospitate dalla famiglia di un contadino fino a quando, approfittando del cambio di pattuglia, attraversarono il confine e raggiunsero il Belgio. Dal momento che Liny non aveva più bisogno della carta d'identità dell'amica, la diede al contadino e gli disse di riportarla alla proprietaria, sebbene Senta avesse espressamente detto che ciò non era necessario. Sul treno diretto a L'Aia, la polizia tedesca scoprì la carta di identità di Senta e arrestò sia la donna che il nervoso contadino. Durante l'interrogatorio, non divulgarono nessuna informazione; Senta insistette sul fatto che fu lei a rubare il documento. La polizia li rilasciò nove giorni dopo. Il 27 gennaio 1945 sposò Ernest Henri Philippe Baudet (29 gennaio 1919 - 16 dicembre 1998). Il 12 luglio del 1990, Yad Vashem ha riconosciuto Senta Baudet-Goverts come Giusto tra le nazioni. Liny Pajgin si trasferì in America nel 1945, dove sposò il chirurgo Bernard Yollick. Morì il 31 gennaio 2014 all'età di 89 anni presso il centro per anziani Willow Bend a Frisco, in Texas.